# Ріу-Гранді-ду-Сул
Ріу-Гранді-ду-Сул (Ріу-Ґранді-ду-Сул; порт. Rio Grande do Sul) — штат Бразилії, розташований у Південному регіоні. Межує із штатом Санта-Катарина, Уругваєм та з Аргентиною, омивається Атлантичним океаном. Штат має площу 282 062 км², його столиця та найбільше місто — Порту-Алегрі. Скорочена назва штату «RS».

## Історія

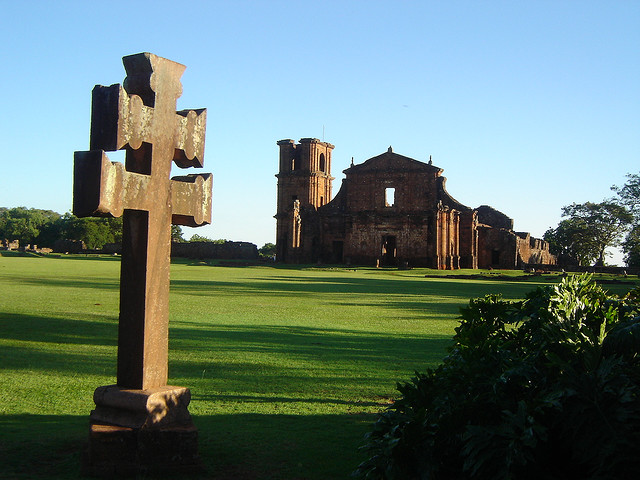
Руїни єзуїтської місії Сан-Мігель-дас-Місойнс, регіон єзуїтських місій. Об'єкт Всесвітньої спадщини з 1983 р.

Існують археологічні знахідки, які свідчать про існування корінного населення в цьому районі приблизно 12000 років до н. е.. В основному це були нині зниклі племена Мінуане, а також предки гуарані.
Сучасна історія штату розпочалася з відкриттям Нового Світу європейцями. За Тордесільяською угодою XVI століття, територія Ріу-Гранді-ду-Сул стала частиною Іспанського королівства. 1627 року іспанські єзуїти створили перші місії недалеко від річки Уругвай, але були вигнані 1680 року португальцями, незабаром після того як король Португалії вирішив значно розширити свої володіння на південь і захід південноамериканського континенту, заснувавши на узбережжі естуарію Ла-Плата Колонію-дель-Сакраменто. Іспанські єзуїти 1687 року утворили Сім східних місій (ісп. Misiones Orientales), які вишикувалися вздовж сучасної кордону Ріу-Гранді-ду-Сул з аргентинською провінцією Місьйонес. 
1737 року в цей регіон була послана португальська військова експедиція під командуванням бригадного генерала Жозе да Сілви Паіша з метою забезпечення недоторканності лузітанської власності на південні території, які стали об'єктом спору між Португалією та Іспанією. Щоб зміцнити це володіння у військовому відношенні, Жозе да Сілва Паіш побудував у тому ж році поблизу одного з озер потужне укріплення, з якого 
згодом виросло сучасне місто Ріо-Гранде, перший орієнтир португальської колонізації в Ріу-Гранді-ду-Сул. 
1742 року португальські колоністи заснували село, яка згодом стане містом Порту-Алегрі. Боротьба за володіння цією землею між 
португальцями та іспанцями завершилася 1801 р., коли до самої території  Ріу-Гранді остаточно відійшли Сім східних місій єзуїтів. 
В 1807 у Ріу-Гранді отримав статус генерал-капітанства. У колоніальний період цей регіон став  ареною численних зіткнень між іспанцями і португало-бразильцями. 
В XIX столітті, з утворенням Бразильської імперії, регіон отримав статус провінції і грав важливу роль у конфліктах між новоствореної імперією та молодими республіками в районі  Ла-Плати, починаючи з аргентино-бразильської війни, в результаті якої незалежність отримав Уругвай.

## Українці в штаті
Перші українські переселенці приїхали до штату у 1891-1892 роках, а під час масової іміґрації у 1895-1913 поселилися у муніципіях Санта-Роза (Santa Rosa), Їжуї (Ijui), Жаґварі (Jaguari) і Ерешінь (Erechim) і займалися випасом худоби та рільництвом. З 1965 через роздріблення землі молоді українці з цих муніципій почали переселювалися до західної частини штату Парани, а ті, що залишилися, мають дуже рідко контакти з українськими центрами у Бразилії. У головному місті штату Порто Алеґре 933 000 меш. (1970), є чимала укр. роб. громада, створена під час останньої масової еміграції (1947–1950); 2 парохії — православна і католицька, філія Товариства Прихильників Української Культури.

## Коментар
1. ↑  Rio Grande do Sul. cidades.ibge.gov.br. Процитовано 2 листопада 2023.
2. ↑  Українська назва згідно з Газетирем (покажчиком) географічних назв світу. — К.: Мінекоресурсів України, 2006. — С. 1452.